# Teeselinkven
Teeselinkven is een natuurgebied ten noorden van de Nederlandse plaats Neede in de gemeente Berkelland en behoorde tot 2013 tot de Natura 2000 gebieden in Nederland.
Het gebied is vernoemd naar de Teeselink, een naastgelegen boerderij met een lange geschiedenis. Voorheen was het een zeer bosrijk gebied en was het begin 18e eeuw het een na grootste bosgebied van de provincie Overijssel, waar het gebied destijds nog bij behoorde. Steeds meer gronden in het gebied werden ontgonnen voor landbouw, waardoor het natte gedeelte steeds kleiner werd. De vennen ontstonden doordat humusrijke modder werd gestoken en samen met heide werd gedroogd, hetgeen turf opleverde. Voedselarme vennen bleven achter, hetgeen later zorgde voor een leefgebied voor diverse zeldzame dier- en plantensoorten. Dit werd in stand gehouden doordat het gebied werd gevoed door water arm aan voedingsstoffen uit de bodem.
Dit gebied werd echter bedreigd, doordat nitraat- en fosforrijk water, afkomstig van naastgelegen akkers het gebied in spoelde, waardoor de vegetatie die op arme gronden groeit langzaam aan werd verdreven. In 2000 is een laag voedingsrijke grond verwijderd in het ven, om de oude vegetatie weer ruimte te geven.
Staatssecretaris Henk Bleker kwam, om de landbouwsector te gerieven, in 2011 met het plan om het gebied van de Natura 2000-lijst af te halen. Gebiedseigenaar Het Geldersch Landschap was bang dat alle herstelwerkzaamheden voor niets waren geweest. In 2013 is het gebied officieel van de Communautaire Lijst verwijderd en vervallen als Habitatrichtlijngebied.

## Flora en Fauna
Het Teeselinkven is een kerngebied voor de zeldzame boomkikker, een rode lijst soort waarop de wijze van beheer is afgesteld. Ook andere zeldzame planten en dieren komen in het gebied voor, waaronder:
| Flora: - Moerashertshooi - Moerassmele - Loos blaasjeskruid - Klokjesgentiaan | Fauna: - Medicinale bloedzuiger - Kleine gerande oeverspin - Gevlekte witsnuitlibel - Geelgors |

Aamsveen (gebiedsnummer 55)
· Abdij Lilbosch & voormalig Klooster Mariahoop (151)
· Abtskolk & De Putten (162)
· Achter de Voort, Agelerbroek & Voltherbroek (47)
· Arkemheen (56) 
· Bakkeveense Duinen (17)
· Bargerveen (33)
· Bekendelle (63)
· Bemelerberg & Schiepersberg (156)
· Bergvennen & Brecklenkampse Veld (46)
· Biesbosch (112)
· Binnenveld (voorheen Bennekomse Meent) (65)
· Boddenbroek (52)
· Het Bossche Broek (132)
· Boetelerveld (41)
· Boezems Kinderdijk (106)
· Borkeld (44)
· Boschhuizerbergen (144)
· Botshol (83)
· Brabantse Wal (128)
· Broekvelden, Vettenbroek & Polder Stein (104)
· Bruine Bank (168)
· Brunssummerheide (155)
· Bunder- en Elslooërbos (153)
· Buurserzand & Haaksbergerveen (53)
· Canisvlietse Kreek (125)
· Coepelduynen (96)
· De Bruuk (69)
· Deelen (14)
· De Alde Feanen (13)
· De Wilck (102)
· Deurnsche Peel & Mariapeel (139) 
· Dinkelland (49)
· Doggersbank (164)
· Donkse Laagten (107)
· Drents-Friese Wold & Leggelderveld (27)
· Drentsche Aa-gebied (25)
· Drouwenerzand (26)
· Duinen Ameland (5) 
· Duinen Den Helder-Callantsoog (84)
· Duinen en Lage Land Texel (2) 
· Duinen Goeree & Kwade Hoek (101) 
· Duinen Schiermonnikoog (6) 
· Duinen Terschelling (4) 
· Duinen Vlieland (3) 
· Dwingelderveld (30)
· Eemmeer & Gooimeer Zuidoever (77)
· Eilandspolder (89)
· Elperstroomgebied (28)
· Engbertsdijksvenen (40) 
· Fochteloërveen (23)
· Friese Front (166)
· Gelderse Poort (67)
· Geleenbeekdal (154)
· Geuldal (157)
· Grensmaas (152)
· Grevelingen (115)
· Groot Zandbrink (80)
· Groote Gat (124)
· Groote Peel (140) 
· Groote Wielen (9)
· Haringvliet (109)
· Holtingerveld (29)
· Hollands Diep (111)
· IJsselmeer (72)
· Ilperveld, Varkensland, Oostzanerveld & Twiske (92)
· Kampina & Oisterwijkse Vennen (133)
· Kempenland-West (135)
· Kennemerland-Zuid (88)
· Ketelmeer & Vossemeer (75)
· Klaverbank (165)
· Kolland en Overlangbroek (81)
· Kop van Schouwen (116)
· Korenburgerveen (61)
· Krammer-Volkerak (114)
· Kunderberg (158)
· Landgoederen Brummen (58)
· Landgoederen Oldenzaal (50)
· Langstraat (130)
· Lauwersmeer (8)
· Leekstermeergebied (19)
· Leenderbos, Groote Heide & De Plateaux (136)
· Lemselermaten (48)
· Lepelaarplassen (79)
· Leudal (147)
· Liefstinghsbroek (21)
· Lingegebied en Diefdijk Zuid (70)
· Loevestein, Pompveld & Kornsche Boezem (71)
· Lonnekermeer (51)
· Leemkuilen (131)
· Loonse en Drunense Duinen (131)
· Maasduinen (145)
· Maas bij Eijsden (167)
· Manteling van Walcheren (117)
· Mantingerbos (31)
· Mantingerzand (32)
· Markermeer & IJmeer (73)
· Markiezaat (127)
· Meijendel & Berkheide (97)
· Moerputten (132)
· Meinweg (149)
· Naardermeer (94)
· Nieuwkoopse Plassen & De Haeck (103)
· Noorbeemden & Hoogbos (161)
· Noordhollands Duinreservaat (87)
· Noordzeekustzone (7) 
· Norgerholt (22)
· Oeffelter Meent (141)
· Olde Maten & Veerslootslanden (37)
· Oostelijke Vechtplassen (95)
· Oosterschelde (118)
· Oostvaardersplassen (78)
· Oude Maas (108)
· Oudegaasterbrekken, Fluessen en omgeving (10)
· Oudeland van Strijen (110)
· Polder Westzaan (91)
· Polder Zeevang (93)
· Regte Heide & Riels Laag (134)
· Roerdal (150)
· Rottige Meenthe & Brandemeer (18)
· Sallandse Heuvelrug (42)
· Sarsven en De Banen (146)
· Savelsbos (160)
· Schoorlse Duinen (86)
· Sint-Jansberg (142)
· Sint Pietersberg & Jekerdal (159)
· Sneekermeergebied (12)
· Solleveld & Kapittelduinen (99)
· Springendal & Dal van de Mosbeek (45)
· Stelkampsveld (60)
· Strabrechtse Heide & Beuven (137)
· Swalmdal (148)
· Teeselinkven (59)
· Uiterwaarden IJssel (38)
· Uiterwaarden Lek (82)
· Uiterwaarden Neder-Rijn (66)
· Uiterwaarden Waal (68)
· Uiterwaarden Zwarte Water en Vecht (36)
· Ulvenhoutse Bos (129)
· Van Oordt's Mersken (15)
· Vecht- en Beneden-Reggegebied (39)
· Veerse Meer (119)
· Veluwe (57)
· Veluwerandmeren (76)
· Vlakte van de Raan 163)
· Vlijmens Ven (132)
· Vogelkreek (126)
· Voordelta (113) 
· Voornes Duin (100) 
· Waddenzee (1) 
· Weerribben (34)
· Weerter- en Budelerbergen & Ringselven (138)
· Westduinpark & Wapendal (98)
· Westerschelde & Saeftinghe (122)
· Wieden (35)
· Wierdense Veld (43)
· Wijnjeterper Schar (16)
· Willinks Weust (62)
· Witte en Zwarte Brekken (11)
· Witte Veen (54)
· Witterveld (24) 
· Wooldse Veen (64)
· Wormer- en Jisperveld & Kalverpolder (90)
· Yerseke en Kapelse Moer (121)
· Zeldersche Driessen (143)
· Zoommeer (120)
· Zouweboezem (105)
· Zuidlaardermeergebied (20)
· Zwanenwater & Pettemerduinen (85)
· Zwarte Meer (74)
· Zwin & Kievittepolder (123)